# ۱۵۹ (قمری)
۱۵۹ (قمری)، صد و پنجاه و نهمین سال در گاهشماری هجری قمری است. اول محرم این سال برابر با چهارم نوامبر سال ۷۷۵ میلادی است.